# Polyanilin
Polyanilin, Kurzzeichen PAni oder PANI, ist ein leitfähiges Polymer. Es findet v. a. Anwendung in der Endbeschichtung von Leiterplatten und im Korrosionsschutz. Polyanilin wird auch als „intrinsisch leitfähiges Polymer“ (ICP), also selbstleitend, bezeichnet, weil es in seiner Salzform ohne weitere Zusätze leitend ist. Polyanilin wird auch als „Organisches Metall“ bezeichnet, hat jedoch eine um mehrere Größenordnungen geringere Leitfähigkeit als diese. Die Verarbeitung und Anwendung von PAni erfolgt zum Beispiel als Dispersion.

## Klassifizierung
Polyanilin ist ein Radikal-Kation-Salz eines konjugierten Polymers mit oxidativ gekuppelten Anilineinheiten und einer Säure. Zudem unterscheiden sich Farbe und Eigenschaften des Polyanilins je nach Oxidationszustand, dabei sind im Wesentlichen drei wichtige zu unterscheiden:
- Leicht gelblicher bzw. farbloser Oxidationsstatus: reduzierte Form des stabilen „grünen Polymers“, wird an Luft schnell wieder oxidiert; nicht-leitend.
- Grüner Oxidationsstatus: Die stabilste Form des Polymers. Diese Oxidationsform ist die eigentlich gehandelte und verwendete Oxidationsstufe des Polyanilin; leitend bzw. sogar organisches Metall.
- Blauer Oxidationsstatus: ebenfalls stabile Form des Polymers, neutrale nicht-leitende Form; kann aus der „grünen“ Form des PAni durch Neutralisation mit Basen gewonnen werden.

## Reaktionsmechanismus/Herstellung
Das Polyanilin wird durch oxidative Polymerisation hergestellt, es wird also neben Lösungsmitteln und Lösungsvermittlern, wie Natriumdodecylsulfat, ein radikalbildendes Oxidationsmittel verwendet (z. B. Peroxidisulfat), welche die delokalisierte Elektronenstruktur des Anilins paraständig  „angreifen“ und das Radikal letztendlich von der Aminogruppe aus einen Angriff auf ein anderes Anilin startet, welches ebenfalls paraständig eine π-Bindung vom Stickstoff der Aminogruppe zu einem Kohlenstoffatom eines anderen Anilins bildet. Das Radikal wandert dann weiter zu der Aminogruppe des eben angegriffenen Anilins und der Prozess wiederholt sich.
Die dadurch entstehende Kettenlänge des Polymers ist abhängig von der Höhe der Temperatur und der Startkonzentration des Radikalbildners, die bei der ca. 24 Stunden andauernden Polymerisation verwendet wird. Am Ende des Polymerisates wird das Radikal abgesättigt.
Allgemein gilt:
- Je höher die Temperatur (ca. 220 °C) und die Konzentration der Startersubstanz (Radikalbildner) ist, desto kürzer wird die durchschnittliche Kettenlänge des Polymers.
- Je niedriger die Temperatur (20–100 °C) und die Konzentration der Startersubstanz ist, desto länger wird die durchschnittliche Kettenlänge des Polymers.

## Abhängigkeit von Morphologie, Struktur und Leitfähigkeit
Trotz nahezu 30 Jahre währender Forschung ist es noch nicht gelungen aufzuklären, welche Struktur des Polyanilins (und ganz allgemein: welche Strukturprinzipien bei leitfähigen Polymeren überhaupt) vorteilhaft bzw. entscheidend für hohe Leitfähigkeit sind. Generell wird angenommen, dass hohe Kristallinität und lineare Anordnung von Ketten (Fibrillen) hohe Leitfähigkeit ermöglicht, zumindest aber für die technisch / kommerziell relevanten leitfähigen Polymere wie PEDOT und Polyanilin konnte dies nicht bestätigt werden, sie sind weitgehend amorph und zeigen für Leitfähigkeitsunterschiede von einem Faktor 1000 und mehr keine Unterschiede in der Kristallinität.
Eine 2010 erschienene Arbeit schlägt eine neuartige Interpretation der experimentellen Daten vor. Hiernach besteht PAni vorwiegend aus relativ kurzen Kettensegmenten, die helical sind; durch fortgeschrittene Dispersionstechniken werden diese Helixelemente zu längeren und miteinander in Korrelation stehenden Helices angeordnet.
Nach  sind Polaronen, Ionen und Löcher an der Stromleitung beteiligt. Beim Ladungstransport entlang der Molekülkette spielen die delokalisierten Elektronen in den Benzolringen sowie das nicht gesättigte Stickstoffatom eine Rolle.